# Бока Ратон
Бока Ратон (Boca Raton, произношение на английски: /ˈboʊkə rəˈtoʊn/) е най-южният град в Окръг Палм Бийч, Флорида, САЩ. Има собствена община от 1924-25 г. Според преброяването на населението от 2010 г., градът има население от 84 392 души, а според прогнозата на Бюрото за преброяване на населението на САЩ за 2014 г., населението е 91 332. Въпреки това, повечето хора с пощенски адрес сочещ Бока Ратон – около 200 000 – всъщност не живеят в границите на общината. Като бизнес център, градът през деня значително увеличава населението си. Градът е едно от най-богатите населени места в южна Флорида.
Бока Ратон се намира на 69 km (43 мили) северно от центъра на Маями.
По отношение и на население и на площ, Бока Ратон е най-големият град между Западен Палм Бийч и Помпано Бийч, окръг Брауърд.
Първият заселник е бил Т. М. Рикардс, през 1895 г.

## Името
Източникът на името Бока Ратон е оспорван. На испански „boca“ означава „уста“ и „ratón“ означава „мишка“. Но в морската терминология думата „boca“ има значението на проток към залив. Оригиналното име „Boca de Ratones“ присъства на карти от 18 век асоциирано с такъв проток в зоната на залив Бискейн, край Маями. До началото на 19 век, на повечето карти името вече погрешно е преместено на север до настоящото си местоположение и приложено към воден път наричан „Лагуна Бока Ратонес“. Думата „ratones“ в стари испански морски речници е дефинирана като „назъбени скали или камениста земя на дъното на някои пристанища и брегове, в която кабелите се търкат.“
- Северен Бока Ратон
- Входът на хотел „Бока Ратон Ризорт“